# 凉宁郡
凉宁郡，中国晋朝时设置的郡。
西晋置，治所在今甘肃省玉门市西北玉门镇附近。辖境相当今甘肃省玉门市西部。永安元年（304年），沮渠蒙逊所部酒泉、凉宁二郡叛降于西凉，即此。北周废。 